# Esuvi

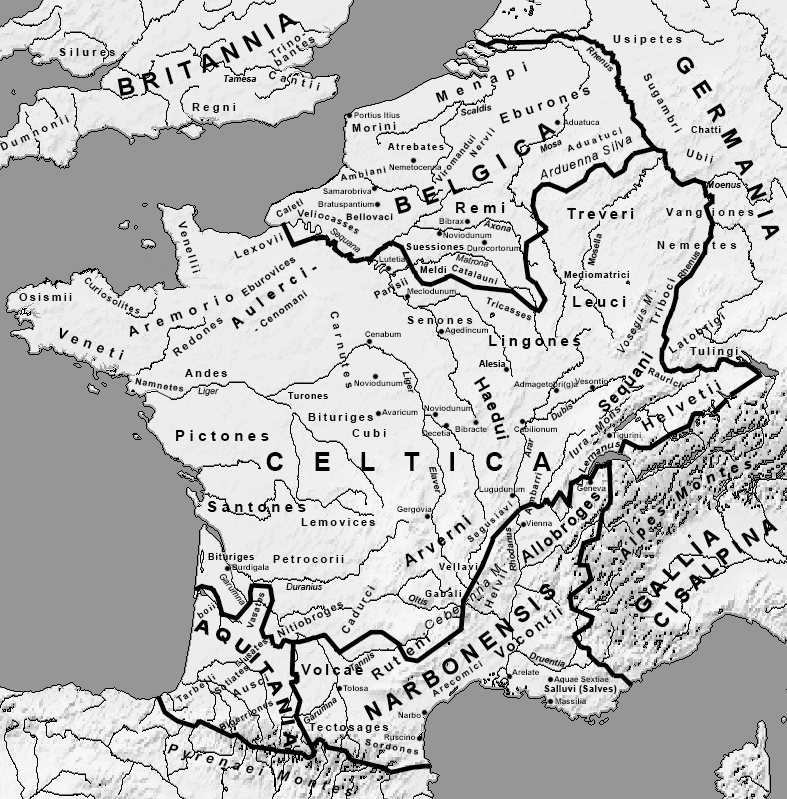
La Gallia al tempo della conquista di Gaio Giulio Cesare.

Gli Esuvi erano un popolo celtico della Gallia che è vissuto sulla costa della Normandia settentrionale e nell'interno fino alla regione di Sees. Sono tra i popoli sottomessi nel 57 a.C. da Publio Licinio Crasso e poi ribellatisi l'anno successivo all'occupazione della settima legione di Gaio Giulio Cesare. 